# Paul-Henri Jouret
Pour les articles homonymes, voir Jouret.
Paul-Henri Jouret né à Flobecq le 10 décembre 1863 et y décédé le 21 mai 1935, est un homme politique belge wallon, membre du Parti libéral.

## Biographie

### Jeunesse
Paul-Henri nait dans le village de Flobecq. Il est le fils de Paulin Jouret et de Marie Depotte. Il est l'ainé d'une fratrie de quatre enfants. 

### Formation et activités professionnelles
Il fait ses études de droit à l'université de Gant, où il obtient son doctorat.
En parallèle de son activité de notaire et d'avocat, il reprend l'activité brassicole familiale, la brasserie Jouret. 

### Vie familiale
Il se marie le 16 décembre 1899 avec Georgette Jouret (1877-1969). Ils auront un fils: Georges.

### Première Guerre mondiale
Paul-Henri est bourgmestre de la commune de Flobecq durant la totalité du conflit, ainsi que membre du Comité Provincial de Ravitaillement.
Membre d'un réseau d'espionnage, il est arrêté le 1er novembre 1916 par la milice allemande. Il est, à l'époque, accusé d'héberger un espion français. 
Il sera écroué à la prison de Lessines, puis à Mons avec son épouse. Par son statut de parlementaire, il fait intervenir personnalités belges et étrangères, dont l'ambassadeur des États-Unis, Brand Whitlock. Il sera libéré le 16 décembre 1916 sous caution. Un procès sera organisé l'année suivante mais aucune accusation ne sera retenue contre lui. Il sera complètement acquitté.

## Politique

### Dynastie Jouret
La famille Jouret fut une riche famille de propriétaires terriens flobecquois. Entre le milieu du XIXe siècle et la seconde moité du XXe siècle, cette dynastie domine à plusieurs reprises la vie politique régionale. Trois noms se sont illustrés politiquement chez les Jouret:
1. Martin Jouret, député libéral de l'arrondissement d'Ath (1848-1864) et bourgmestre de Flobecq de 1840 à 1842.
2. Paul-Henri Jouret (Flobecq, 1863 - Flobecq, 1935) député libéral de l'arrondissement d'Ath-Tournai et bourgmestre de Flobecq.
3. Georges Jouret (Flobecq, 1901 - Linz (Autriche), 1964), bourgmestre libéral de Flobecq de 1946 à 1964.

### Parcours politique
Paul-Henri Jouret est membre du Parti libéral.
Localement, il devient conseiller communal (1904), puis bourgmestre (1908) de Flobecq.
Au niveau national, il devient député à la Chambre des Représentants pour l'arrondissement Tournai-Ath du 2 juin 1912 jusqu'en 1925, puis à nouveau de 26 mai 1929 à 1932. Il devient sénateur suppléant à partir de novembre 1921 jusqu'à sa mort en 1935. 

## Hommage
- Une place de Flobecq, la place Paul-Henri Jouret,  porte son nom. Il vécut non loin de là dans l'actuelle rue Georges Jouret, perpendiculaire à la rue de la Gare. Anciennement nommée Place de la Victoire, le monument aux morts de la guerre 14-18 fut inauguré le 14 août 1921 par ledit député-bourgmestre[4].